# Тийквереська сільська рада
Ти́йквереська сільська рада (ест. Tõikvere külanõukogu, рос. Тыйквереский сельский совет) — сільська рада в Естонській РСР, адміністративно-територіальна одиниця в складі повіту Тартумаа (1945—1950) та Муствееського району (1950—1954).

## Населені пункти
Сільській раді підпорядковувалися населені пункти:
села: Коймула (Koimula), Мялая (Mälaja), Мийсту (Mõistu), Конна (Konna), Сятсувере (Sätsuvere), Ряебізе (Rääbise), Ряебізе-Метсанурґа (Rääbise-Metsanurga), Аовескі (Aoveski), Тийквере (Tõikvere);
поселення: Вайату (Vaiatu asundus), Ряебізе (Rääbise asundus).

## Історія
13 вересня 1945 року на території волості Торма в Тартуському повіті утворена Тийквереська сільська рада з центром у селі Ситсуквере (Сятсувере). Головою сільської ради обраний Ріхард Сірел (Richard Sirel), секретарем — Арнольд Майдо (Arnold Maido).
26 вересня 1950 року, після скасування в Естонській РСР повітового та волосного поділу, сільська рада ввійшла до складу новоутвореного Муствееського сільського району.
20 березня 1954 року відбулася зміна кордонів між районами Естонської РСР, зокрема від Тийквереської сільради передані Тоовереській сільській раді Йиґеваського району 526 га земель колгоспу ім. В. Кінгісеппа.
17 червня 1954 року в процесі укрупнення сільських рад Естонської РСР Тийквереська сільська рада ліквідована. Її територія склала західну частину Луллікаткуської сільської ради.